# اردوگاه شعفاط

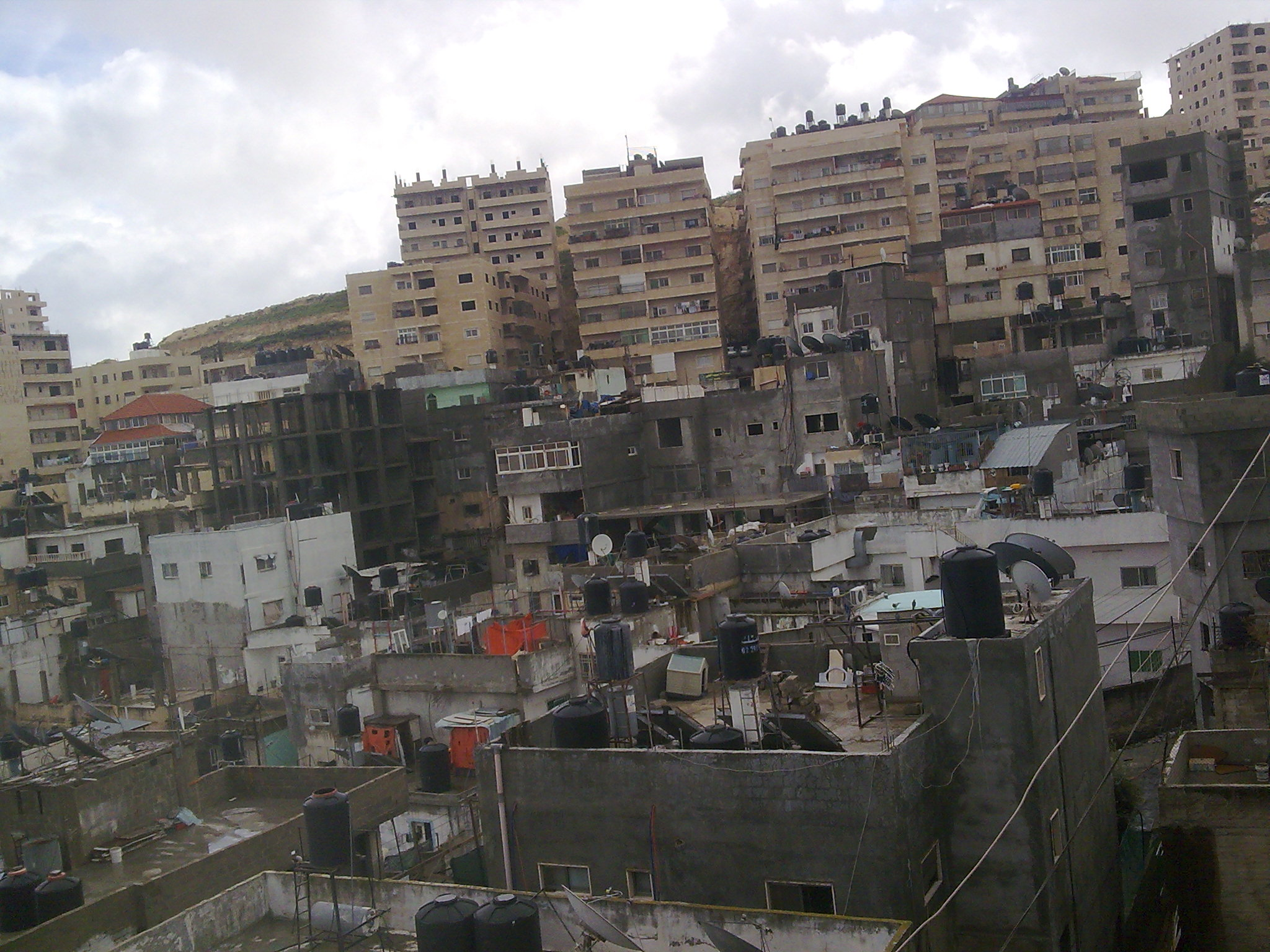
اردوگاه شعفاط

اردوگاه شعفاط (عربی: مخيم شعفاط) که اردوگاه «عناتا» نیز نامیده می‌شود، یکی از پرجمعیت‌ترین اردوگاه‌های فلسطینی بوده که مساحت آن در حدود ۲۰۰ هزار مترمربع است. این اردوگاه در سرزمین‌های بین روستاهای «عناتا» در مرز بیت‌المقدس در کرانه باختری ایجاد شده‌است. این جابجایی در سال ۱۹۶۵ آغاز شد تا بعد از جنگ ژوئن ادامه یافت. براساس گزارش سازمان ملل متحد، این تنها اردوگاهی است که ساکنان آن فاقد شناسنامه هستند و فقط دارای کارت شناسایی اسرائیلی یا هویت به اصطلاح بیت‌المقدس می‌باشند.

## موقعیت و امکانات
اردوگاه «شعفاط» به دلیل تراکم جمعیت بالا از مشکلات زیادی رنج می‌برد؛ آمار جمعیت آن واقعی نیست آمار ساکنان اردوگاه بجزء انهاییکه درخیابان «آناتا» زندگی می‌کنند به ۹۰۰۰ نفر می‌رسد. آمار بین سالهای ۲۰۰۲ تا ۲۰۰۹ بدون آمار رسمی افزایش یافت و برآورد می‌شود که ۶۰۰۰ نفر باشد، تعداد کل به ۱۵۰۰۰ نفر می‌رسد که مساحت آن بیشتر از ۲۰۳ هزار مترمربع نیست.
یکی از مشکلات موجود در اردوگاه، دیوار «آپارتاید» است که کار بسیاری از کارگران مشغول به کار در شهرک‌های نزدیک را مسدود کرده یا مانع از آن شده‌است که بتوانند کار کنند.
به دلیل عدم توجه شهرداری بیت‌المقدس و بی‌تفاوتی آژانس خدمات رسانی و کار سازمان ملل (UNRWA) اردوگاه از فقدان خدمات و زیرساخت رنج می‌برد و شهرداری بیت‌المقدس می‌گوید، ساکنان از فقدان خدمات عمومی رنج می‌برند.

## زندگی روزمره و تراکم جمعیت
زندگی در اردوگاه شعفاط، مانند اردوگاه‌های دیگر می‌باشد و در موقعیتی قرار گرفته‌است که شرق و روستاهای شرقی شهر بیت‌المقدس را به هم وصل می‌کند که ایجاد تراکم کرده و خود این یک فاجعه برای مردم کمپ به حساب می‌آید که به مردم اردوگاه آسیب می‌رساند و روی زندگی روزمره، دانشجویان و کارکنان، وکارگران تأثیر می‌گذارد.

## آموزش و پرورش
اگر چه بررسی‌های نسبتاً دقیقی دربارهٔ آموزش در این اردوگاه وجود ندارد ولی گفته شده دو مدرسه در اردوگاه، یکی برای دختران و دیگری برای پسران وجود دارد که دارای سطوح پایه و مقدماتی هستند. این مدارس متعلق به سازمان ملل متحد هستند. ساکنان به دلیل اینکه کمپ تحت کنترل اسرائیل است احساس تحقیر و بی‌احترامی می‌کنند که از این بابت ناراحت هستند.